# 学校法人弘徳学園
学校法人弘徳学園（がっこうほうじんこうとくがくえん）とは、2004年4月に近畿大学から分離独立した私立学校法人。

## 概要
兵庫県姫路市にある姫路大学、同県豊岡市にある豊岡短期大学及びこうのとり認定こども園を運営する。
2016年4月に法人名称を学校法人近畿大学弘徳学園から学校法人弘徳学園に変更。
2023年4月、大阪府阪南市に近畿大阪高等学校（通信制）を開校。

## その他
- 2016年11月において、同学校法人は文部科学省に、2018年を目途にオープンを目指していた姫路大学短期大学部の設置認可に関する申請を行っていたものの[1]、2017年8月において申請を取り下げた[2]。なお、姫路大学および学校法人弘徳学園のホームページには、その旨の記載がない。